# Wamego
Wamego est une municipalité américaine située dans le comté de Pottawatomie au Kansas. Lors du recensement de 2010, sa population est de 4 372 habitants.

## Géographie
Wamego est située à proximité de la rivière Kansas.
Selon le Bureau du recensement des États-Unis, la municipalité s'étend en 2010 sur une superficie de 2,22 milles carrés (5,75 km2), dont 0,04 mille carré (0,1 km2) d'étendues d'eau. Une petite partie de la ville de 0,03 mille carré (0,08 km2) et inhabitée se trouve dans le comté de Wabaunsee voisin. 

## Histoire
Wamego est fondée en 1866 par Hugh S. Walsh,. Son nom est celui d'un chef potéouatami, ; il signifie « eau s'écoulant » ou « nombreuses villes » dans une langue amérindienne. La ville se développe grâce à sa situation sur le chemin de fer de l'Union Pacific.
La ville compte trois monuments inscrits au Registre national des lieux historiques :
- le vieux moulin hollandais (en anglais : Old Dutch Mill), construit en 1879 par John B. Schonhoff au nord de la ville et déplacé en 1925 dans le parc municipal[5] ;
- la maison de George et Virginia Trout, construite en 1896 dans un style Queen Anne[6] ;
- la maison de Cassius et Adelia Baker, construite en 1910 dans un style Craftsman[7].

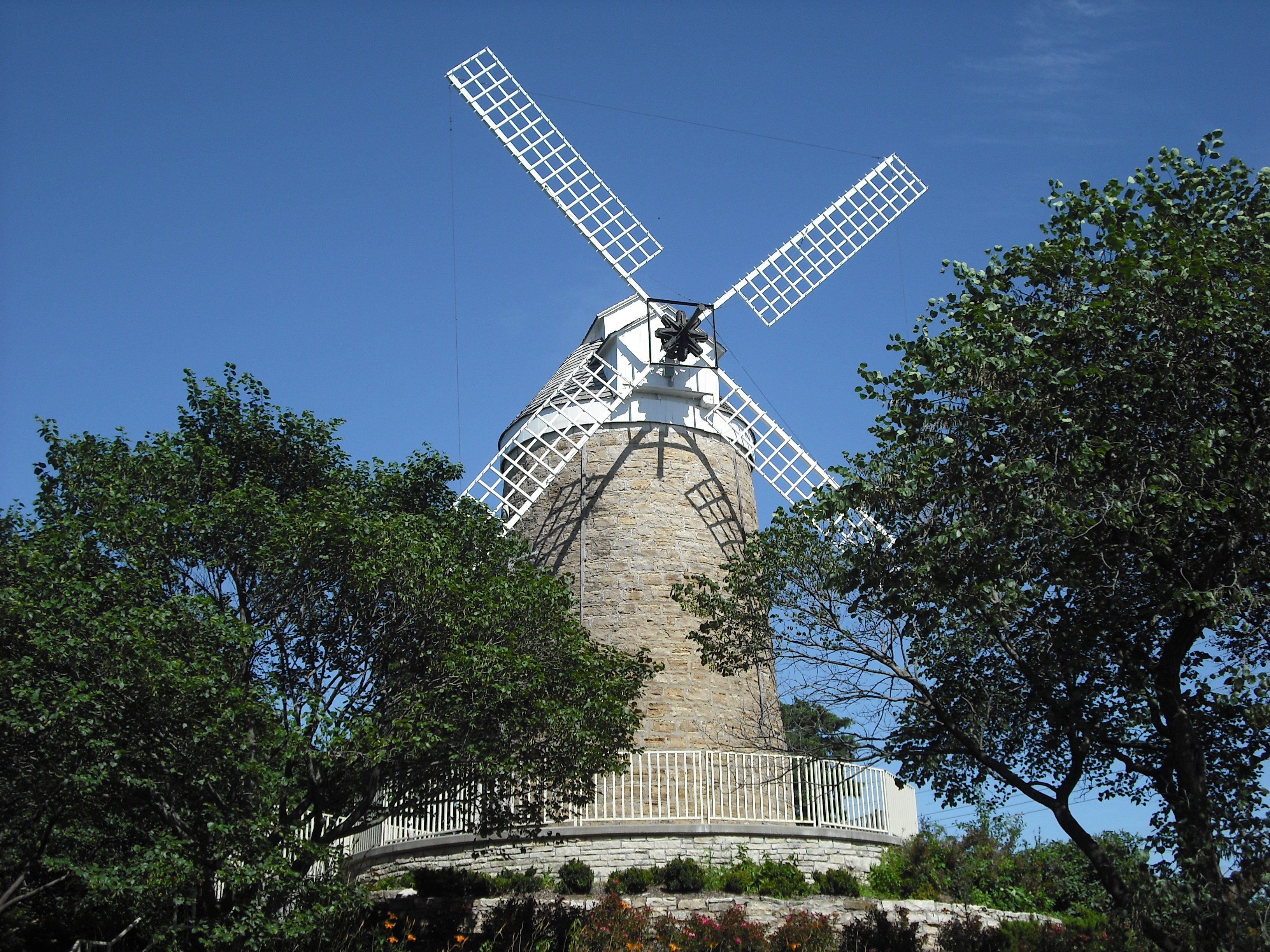
Le vieux moulin
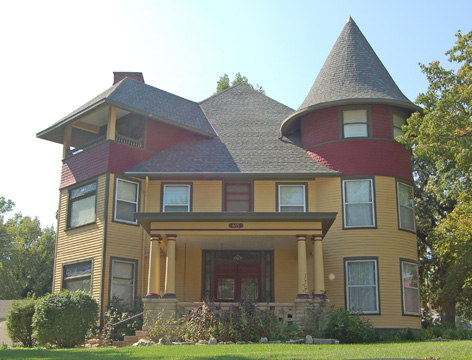
La maison Trout
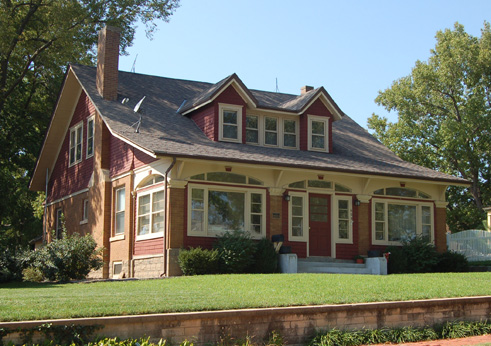
La maison Baker